# Melleray
Melleray ist eine französische Gemeinde mit 446 Einwohnern (Stand: 1. Januar 2022) im Département Sarthe in der Region Pays de la Loire. Sie gehört zum Arrondissement Mamers und zum Kanton Saint-Calais. Die Einwohner werden Melleraysiens genannt.

## Geographie
Melleray liegt etwa 45 Kilometer ostnordöstlich von Le Mans. 
Nachbargemeinden von Melleray sind Gréez-sur-Roc im Norden, Chapelle-Guillaume im Nordosten, Le Plessis-Dorin im Osten, Couëtron-au-Perche (mit Souday) im Süden und Südosten, Vibraye im Süden und Südwesten, Champrond im Westen und Südwesten sowie Montmirail im Westen.

## Bevölkerungsentwicklung
| Jahr                      | 1962 | 1968 | 1975 | 1982 | 1990 | 1999 | 2006 | 2013 |
| Einwohner                 | 600  | 538  | 499  | 476  | 505  | 492  | 490  | 461  |
| Quelle: Cassini und INSEE |      |      |      |      |      |      |      |      |

## Sehenswürdigkeiten

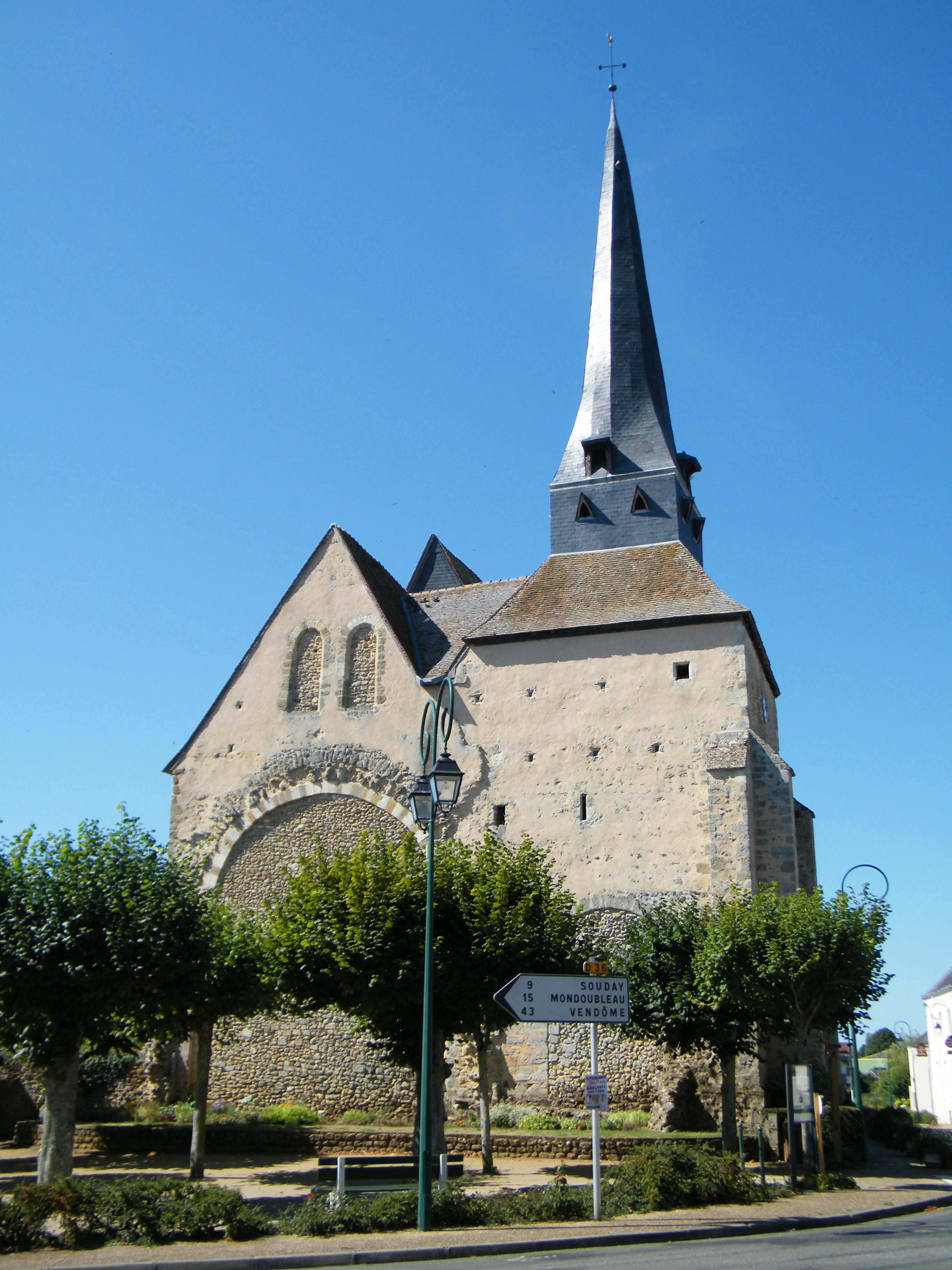
Kirche Saint-Pierre

- Kirche Saint-Pierre